# Thompson (Pennsilvània)
Thompson és una població dels Estats Units a l'estat de Pennsilvània. Segons el cens del 2000 tenia 299 habitants.

## Demografia
Segons el cens del 2000, Thompson tenia 299 habitants, 115 habitatges, i 77 famílies. La densitat de població era de 262,4 habitants/km².
Dels 115 habitatges en un 33,9% hi vivien nens de menys de 18 anys, en un 50,4% hi vivien parelles casades, en un 8,7% dones solteres, i en un 32,2% no eren unitats familiars. En el 25,2% dels habitatges hi vivien persones soles el 12,2% de les quals corresponia a persones de 65 anys o més que vivien soles. El nombre mitjà de persones vivint en cada habitatge era de 2,6 i el nombre mitjà de persones que vivien en cada família era de 3,09.
Per edats la població es repartia de la següent manera: un 28,1% tenia menys de 18 anys, un 8,4% entre 18 i 24, un 27,1% entre 25 i 44, un 22,4% de 45 a 60 i un 14% 65 anys o més.
L'edat mediana era de 36 anys. Per cada 100 dones de 18 o més anys hi havia 88,6 homes.
La renda mediana per habitatge era de 26.250$ i la renda mediana per família de 31.635$. Els homes tenien una renda mediana de 25.938$ mentre que les dones 20.357$. La renda per capita de la població era de 11.896$. Entorn del 15,2% de les famílies i el 25,1% de la població estaven per davall del llindar de pobresa.

## Poblacions més properes
El següent diagrama mostra les poblacions més properes.